# Roman Pavlík
Roman Pavlík (* 17. ledna 1976, Klatovy) je bývalý český fotbalový brankář naposledy působící v týmu FC Viktoria Plzeň, kde v létě 2016 ukončil svoji hráčskou kariéru. Je vyučeným tesařem.

## Klubová kariéra
Svoji fotbalovou kariéru začal v Dropě Střížkov, kde se postupně přes mládež propracoval do prvního týmu. V roce 2004 odešel do FC Bohemians Praha. Přitom se živil jako tesař a fotbal dělal jen pro zábavu. Po dvou letech zamířil do klubu SK Kladno. V sezoně 2009/10 klub sestoupil do 2. ligy. V srpnu 2010 odešel na půlroční hostování s následnou opcí do Viktorie Plzeň a po konci podzimní části ročníku Viktorka využila předkupní právo a získala fotbalistu nastálo. V sezoně 2010/11 se stal s mužstvem mistrem české nejvyšší soutěže. Od ročníku 2012/13 vykonával v klubu pozici třetího brankáře. V červenci 2016 v týmu skončil a ukončil svoji hráčskou kariéru.

## Klubové statistiky
Aktuální k 28. květnu 2016
| Sezona  | Klub                    | Soutěž         | Zápasy | Góly |
| ------- | ----------------------- | -------------- | ------ | ---- |
| 1995/96 | FC DROPA Střížkov       | Divize         | -      | -    |
| 1996/97 | FC DROPA ČKD Kompresory | Divize A       | -      | -    |
| 1997/98 | FC DROPA ČKD Kompresory | Divize C       | -      | -    |
| 1998/99 | FC DROPA ČKD Kompresory | Divize B       | -      | -    |
| 1999/00 | FC DROPA ČKD Kompresory | ČFL            | -      | -    |
| 2000/01 | FC DROPA ČKD Kompresory | ČFL            | -      | -    |
| 2001/02 | FC DROPA ČKD Kompresory | ČFL            | -      | -    |
| 2002/03 | FC DROPA ČKD Kompresory | ČFL            | -      | -    |
| 2003/04 | FC DROPA ČKD Kompresory | ČFL            | -      | -    |
| 2004/05 | FC Bohemians Praha      | ČFL            | -      | -    |
| 2005/06 | FC Bohemians Praha      | ČFL            | -      | -    |
| 2006/07 | SK Kladno               | Gambrinus liga | 13     | 0    |
| 2007/08 | SK Kladno               | Gambrinus liga | 27     | 0    |
| 2008/09 | SK Kladno               | Gambrinus liga | 27     | 0    |
| 2009/10 | SK Kladno               | Gambrinus liga | 19     | 0    |
| 2010/11 | SK Kladno               | 2. liga        | 3      | 0    |
| 2010/11 | FC Viktoria Plzeň       | Gambrinus liga | 22     | 0    |
| 2011/12 | FC Viktoria Plzeň       | Gambrinus liga | 13     | 0    |
| 2012/13 | FC Viktoria Plzeň       | Gambrinus liga | 0      | 0    |
| 2013/14 | FC Viktoria Plzeň       | Gambrinus liga | 0      | 0    |
| 2014/15 | FC Viktoria Plzeň       | Synot liga     | 0      | 0    |
| 2015/16 | FC Viktoria Plzeň       | Synot liga     | 0      | 0    |